# ZetaGrid
ZetaGrid était un projet de calcul distribué dans le but de trouver les zéros de la fonction zêta de Riemann.
Il a permis de vérifier un milliard de zéros par jour. Ces vérifications sont d'un intérêt particulier en mathématiques puisque la présence même d'un seul dont la partie réelle n'est pas égale à 1/2 réfuterait instantanément l'hypothèse de Riemann.
Le projet s'est arrêté en novembre 2005. Plus de 1013 zéros avaient été vérifiés. L'initiateur du projet a déclaré que les résultats devaient être publiés sur le site de la Société américaine de mathématiques.